# Bahnhof Miurakaigan
Der Bahnhof Miurakaigan (jap. 三浦海岸駅, Miurakaigan-eki) ist ein Bahnhof auf der japanischen Insel Honshū. Er wird von der Bahngesellschaft Keikyū betrieben und befindet sich in der Präfektur Kanagawa auf dem Gebiet der Stadt Miura.

## Beschreibung
Miurakaigan ist ein Durchgangsbahnhof an der Keikyū Kurihama-Linie, die den südlichen Teil der Miura-Halbinsel erschließt sowie die Städte Yokosuka und Miura miteinander verbindet. Tagsüber fahren Nahverkehrszüge alle zehn bis zwanzig Minuten in Richtung Yokohama und Misakiguchi. Während der morgendlichen Hauptverkehrszeit wird das Angebot durch die zuschlagpflichtigen Schnellzüge Morning Wing ins Stadtzentrum von Tokio ergänzt. Vom Bahnhofsvorplatz aus verkehren mehrere Buslinien der Gesellschaft Keihin Kyūkō Bus.
Der Bahnhof steht im Norden des Stadtteils Minami-Shitauramachi. In der Umgebung befinden sich Wohnsiedlungen, kleine Gewerbebetriebe und öffentliche Einrichtungen. Der namensgebende Miura-Strand, eine beliebte touristische Attraktion, liegt etwa 400 Meter südöstlich. Die auf einem Damm befindliche Anlage ist von Nordosten nach Südwesten ausgerichtet und umfasst zwei Gleise, die beide dem Personenverkehr dienen. Sie liegen an zwei teilweise überdachten Seitenbahnsteigen. Das Empfangsgebäude ist in den Viadukt integriert, Treppen und Aufzüge ermöglichen den Zugang zu den Bahnsteigen. Nordöstlich des Bahnhofs ist die Strecke zweigleisig, südwestlich davon eingleisig.
Im Fiskaljahr 2019 nutzten durchschnittlich 10.981 Fahrgäste täglich den Bahnhof.

## Bilder

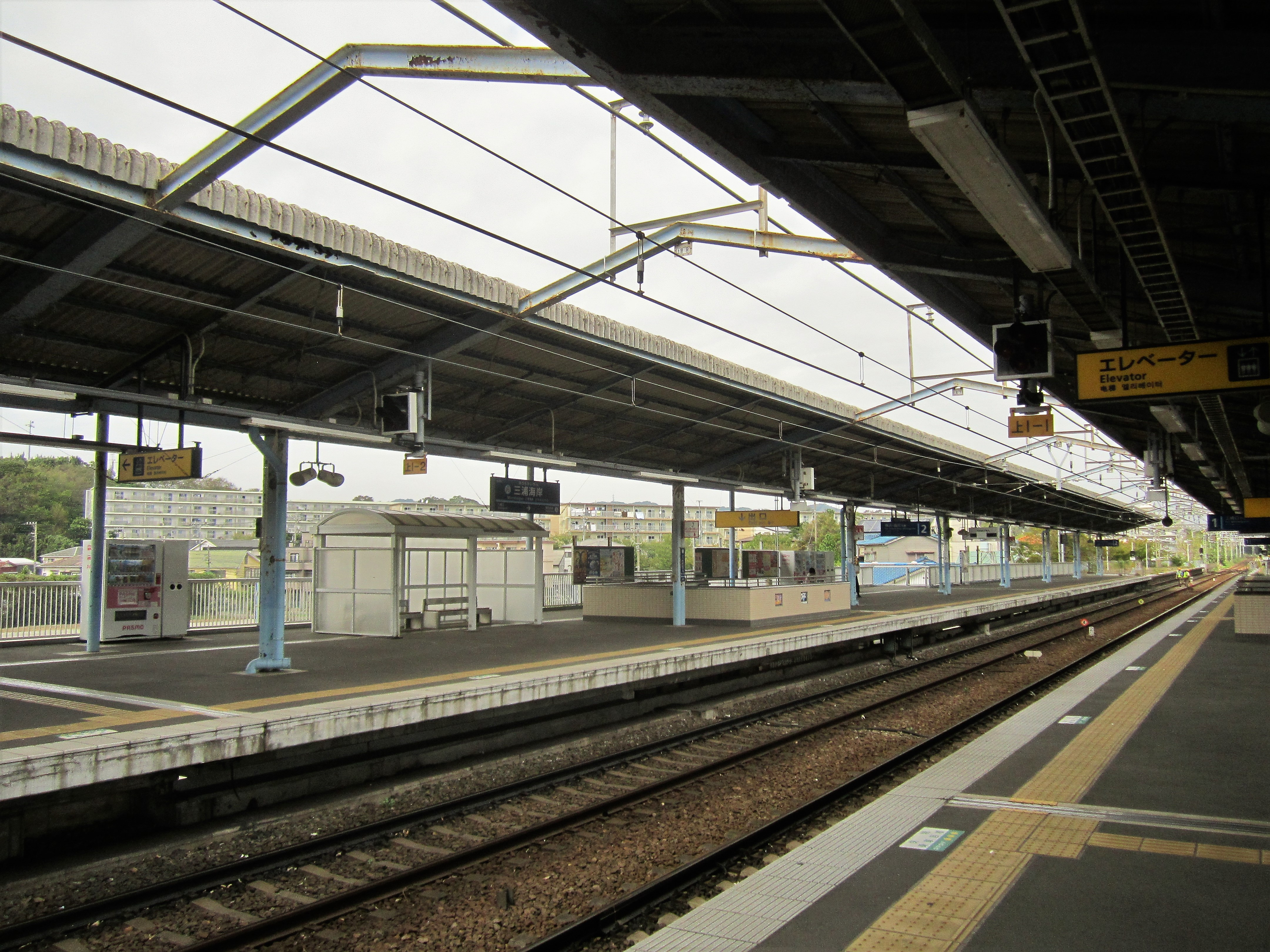
Blick auf die Bahnsteige
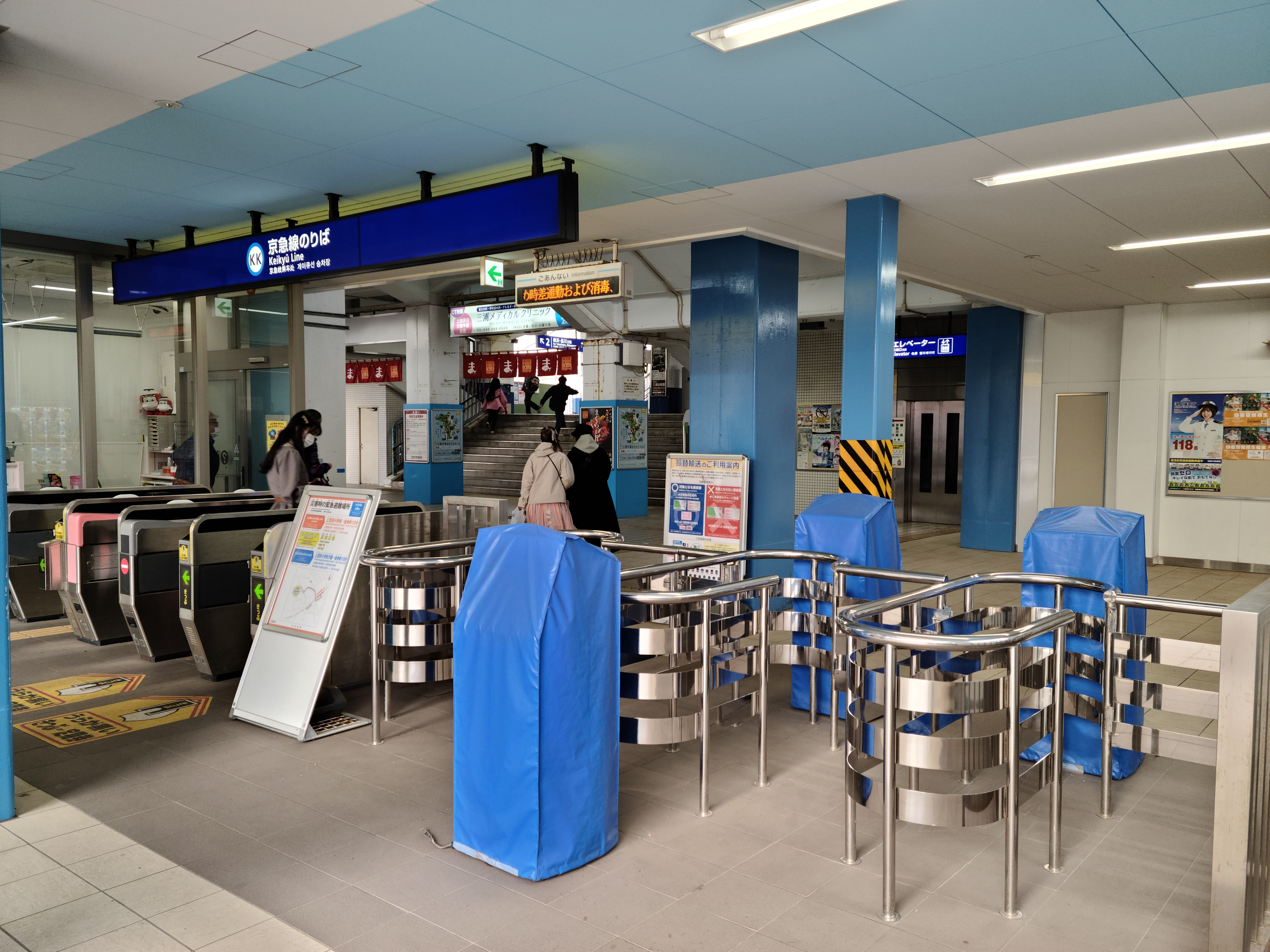
Bahnsteigsperren
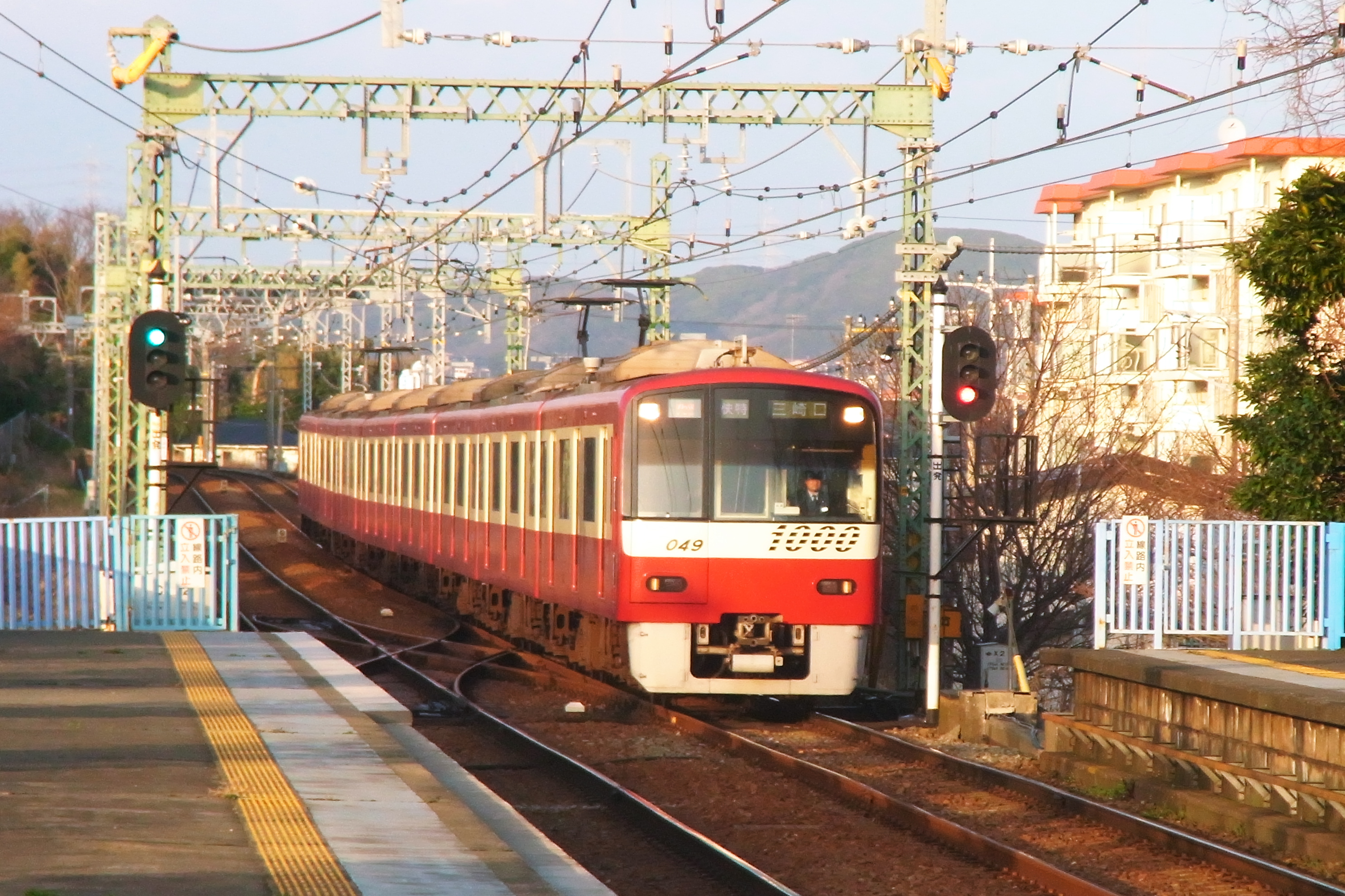
Triebzug der Baureihe 1000
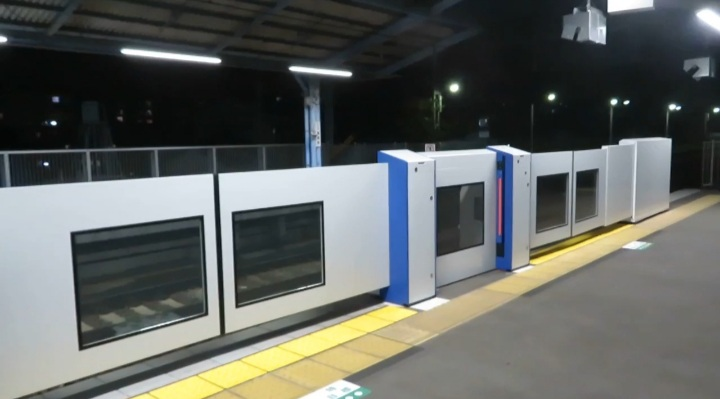
Getestet wurde die Bahnsteigtür „Anywhere Door“.

## Gleise
| 1 | ▉ Keikyū Kurihama-Linie | Misakiguchi                                          |
| 2 | ▉ Keikyū Kurihama-Linie | Horinouchi • Yokohama • Flughafen Haneda • Shinagawa |

## Linien
| Verlauf der Keikyū Kurihama-Linie                                                                                             |
| --- |
| Horinouchi • Shin-Ōtsu • Kitakurihama • Keikyū Kurihama • YRP Nobi • Keikyū Nagasawa • Tsukuihama • Miurakaigan • Misakiguchi |

## Geschichte
Bereits in den 1930er Jahren hatte die Bahngesellschaft Shōnan Denki Tetsudō den Bau einer Strecke entlang der Südostküste der Miura-Halbinsel geplant. 1942 wurde der erste Abschnitt der späteren Kurihama-Linie bis Kurihama eröffnet, doch dann mussten die Bauarbeiten kriegsbedingt eingestellt werden. Erst zwei Jahrzehnte später nahm die Nachfolgerin Keikyū die Vollendung des Projekts in Angriff. 1963 kam zunächst der Abschnitt nach Nobi (heute YRP Nobi) hinzu und am 7. Juli 1966 wurde die Strecke schließlich bis nach Miurakaigan verlängert. Von der neuen Strecke erhoffte sich die Bahngesellschaft vor allem eine Ankurbelung ihres Tourismusgeschäfts, weshalb sie erstmals in der Unternehmensgeschichte eine intensive Werbekampagne in allen verfügbaren Medien durchführte. Die auf Acht-Wagen-Züge ausgelegten Bahnsteige erwiesen sich bald als zu kurz, weshalb sie bereits 1966 für Züge mit zwölf Wagen verlängert wurden. Zwölf Jahre lang war Miurakaigan die südliche Endstation der Kurihama-Linie, bis zur Eröffnung des Abschnitts nach Misakiguchi am 26. April 1975.